# Colletes longifacies
Colletes longifacies är en solitär biart som beskrevs av Alexander Charles Stephen 1954. Den ingår i släktet sidenbin och familjen korttungebin. Inga underarter finns listade i Catalogue of Life.

## Beskrivning
Honan har svart grundfärg, ett avlångt ansikte med svarta antenner och tät, vitaktig päls (munskölden, partiet strax ovanför käkarna, är dock naken), samt kort men tät, vitaktig päls på mellankroppen med insprängda, gråbruna hår. Vingarna är genomskinliga med mörkbruna ribbor, medan den i övrigt svarta bakkroppen har breda, vita hårband på bakkanterna av tergiterna (ovansidans segment) 1 till 5. Kroppslängden är omkring 11 mm. På grund av artens sällsynthet har ingen hane observerats.

## Ekologi
Arten har påträffats på Liatris tenuifolia, en art i rosenstavssläktet i familjen korgblommiga växter. Eftersom arten är så ovanlig är kunskapen om arten begränsad. 

## Utbredning
En nordamerikansk art som endast är känd från två skilda counties i Florida. Arten betraktas som sällsynt och potentiellt hotad.